# Ettan (fotboll, Sverige)
Ettan, mellan 2006 och 2019 Division 1, är svensk fotbolls tredje högsta serie sedan 2006. Den är uppdelad i två serier, Ettan Norra och Ettan Södra. Serien ersatte Division 2 som den tredje högsta serien.

## Division 1 från säsongen 2006
Från 2006 är Division 1 svensk herrfotbolls tredje högsta serie under Superettan och Allsvenskan, och är serien över de sex Division 2-serierna. Den hanteras av intresseorganisationen Ettanfotboll som grundades i samband med omläggningen av seriesystemet 2006. Den är geografiskt uppdelad i en söder- och en norrserie, benämnda Ettan Södra och Ettan Norra, som vid starten hade 14 lag i respektive del. Sedan 2018 består de av 16 lag vardera.

### Uppflyttning och nedflyttning
- De två lag som vunnit sina Division 1-serier flyttas upp till Superettan.
- De två lag som kommit på andraplats i sina Division 1-serier kvalspelar mot lagen som kommit på platserna 13-14 i Superettan.
- De tre lag som kommit på plats 14-16 i respektive Division 1-serie flyttas ner till Division 2 nästa säsong och ersätts med seriesegrarna därifrån.
- De två lag som kommit på plats 13 i respektive Division 1 serie får kvala mot lag i Division 2 för att få behålla sin plats.
- De två lag som kommit sist i Superettan placeras i Division 1.

Ett undantag gjordes säsongen 2007 då de två andraplacerade lagen i Division 1-serierna flyttades upp direkt till Superettan utan kvalspel och endast två lag från varje Division 1-grupp flyttades ner. Detta skedde på grund av ändringar i seriesystemet.

### Bakgrund
Under åren 2000-2005 fick vinnarna av division 2 kvala mot varandra för att få fram de lag som skulle gå upp till Superettan. Detta kval kom av många att betraktas som olyckligt, då principen normalt är att en seriesegrare går upp. Efter att frågan stötts och blötts under några år beslutades om skapandet av den nya serienivån Division 1. Detta hoppades man dessutom skulle leda till att steget upp till Superettan blev mindre för klubbarna.

### Namnet
Serien har traditionellt kallats Division 1 med tillnamnen norra respektive södra när den varit uppdelad. I samband med omläggningen av seriesystemet 2006 bytte skapades intresseorganisationen Svensk Elitfotboll Ettan för att administrera serien. Den bytte namn till Ettanfotboll 2015 efter en omröstning bland medlemmarna.
I november 2019 beslutades också på Svenska Fotbollförbundets respresentantskap att byta namn på serierna från Division 1 södra respektive norra till Ettan Södra respektive Ettan Norra.

## Seriesegrare
| Säsong     | Norra             | Södra           |
| Division 1 | Division 1        | Division 1      |
| ---------- | ----------------- | --------------- |
| 2006       | Enköpings SK      | IF Sylvia       |
| 2007       | Assyriska FF      | Qviding FIF     |
| 2008       | Syrianska FC      | FC Trollhättan  |
| 2009       | Degerfors IF      | Östers IF       |
| 2010       | Västerås SK       | IFK Värnamo     |
| 2011       | Umeå FC           | Varbergs BoIS   |
| 2012       | Östersunds FK     | Örgryte IS      |
| 2013       | IK Sirius         | Husqvarna FF    |
| 2014       | AFC United        | Utsiktens BK    |
| 2015       | Dalkurd FF        | Trelleborgs FF  |
| 2016       | IF Brommapojkarna | Östers IF       |
| 2017       | IK Brage          | Landskrona BoIS |
| 2018       | Västerås SK       | Mjällby AIF     |
| 2019       | Akropolis IF      | Ljungskile SK   |
| Ettan      |                   |                 |
| 2020       | Vasalunds IF      | IFK Värnamo     |
| 2021       | IF Brommapojkarna | Utsiktens BK    |
| 2022       | Gefle IF          | Gais            |
| 2023       | Sandvikens IF     | IK Oddevold     |
| 2024       | Umeå FC           | Falkenbergs FF  |

## Anmärkningslista
1. ↑  Svenska fotbollförbundet tillåter sedan 2001, oavsett serienivå, att damer får spela i herrlag, men herrar får inte spela i damlag.[1][2]